# 拉包希德韦格
拉包希德韦格（匈牙利語：Rábahídvég）是匈牙利沃什州所辖的一个村，总面积22.41平方公里，总人口960，人口密度42.8人/平方公里（2010年1月1日）。